# Sissankijärvi
Sissankijärvi är en sjö i Finland. Den ligger i kommunen Enontekis i landskapet Lappland, i den norra delen av landet, 900 km norr om huvudstaden Helsingfors. Sissankijärvi ligger 333 meter över havet. Arean är 51,5 hektar och strandlinjen är 3,28 kilometer lång. Sjön  ingår i Kemi älvs huvudavrinningsområde. 